# Grammacephalus turneri
Grammacephalus turneri är en insektsart som beskrevs av Evans 1947. Grammacephalus turneri ingår i släktet Grammacephalus och familjen dvärgstritar. Inga underarter finns listade i Catalogue of Life.